# Fight Night Round 4
Fight Night Round 4 – komputerowa gra sportowa o tematyce bokserskiej, wyprodukowana przez EA Sports i wydana w 2009 roku przez Electronic Arts. Jest to część serii gier Fight Night. 
Na okładce gry umieszczeni są Muhammad Ali i Mike Tyson.

## Lista bokserów w grze
| - Muhammad Ali - Mike Tyson - Lennox Lewis - Joe Frazier - George Foreman - James Toney - Eddie Chambers - Kelly Pavlik - Vinny Pazienza - Roy Jones Jr. - Jermain Taylor - Sergio Mora - Winky Wright - Emanuel Augustus - Nate Campbell - Cory Spinks | - Vivian Harris - Kermit Cintron - Miguel Cotto - Ricky Hatton - Manny Pacquiao - Carlos Monzón - Paulie Malignaggi - Jorge Arce - Fernando Montiel - Yuriorkis Gamboa - Diego Corrales - Pernell Whitaker - Julio César Chávez - Jake LaMotta - Tomasz Adamek - Amin Asikainen | - Billy Dib - Robert Guerrero - Thomas Hearns - Sugar Ray Leonard - Roberto Durán - Marvin Hagler - Shane Mosley - Anthony Mundine - Victor Ortiz - Nonito Donaire - Tommy Morrison - Joe Calzaghe - Érik Morales - Sugar Ray Robinson - Arturo Gatti - Marco Antonio Barrera |